# 221516 Bergen-Enkheim
221516 Bergen-Enkheim è un asteroide della fascia principale. Scoperto nel 2006, presenta un'orbita caratterizzata da un semiasse maggiore pari a 1,9227399 UA e da un'eccentricità di 0,1145300, inclinata di 17,91784° rispetto all'eclittica.
L'asteroide è dedicato al Bergen-Enkheim, distretto locale (Ortsbezirk) della città tedesca di Francoforte sul Meno.